# Туризм книгарнями
Книжковий туризм — це різновид культурного туризму, який рекламує незалежні книгарні як напрямок для групових подорожей. Це розпочалося як спроба підтримати місцеві книжкові магазини, багатьом з яких важко конкурувати з великими мережами книжкових магазинів та роздрібними онлайн-магазинами.
Рух книжкового туризму заохочує школи, бібліотеки, читацькі групи та організації будь-якого розміру створювати одноденні поїздки та літературні екскурсії до міст із концентрацією незалежних книжкових магазинів. Він також заохочує місцевих продавців книг залучати бібліофілів до своїх громад, використовуючи книжковий туризм як інструмент економічного розвитку. Інші виграші включають місцевих роздрібних торговців, ресторани, автобусні компанії та туристичних професіоналів.
Цейвид туризму також надає організаціям можливість для підтримки читання та грамотності.

## Історія книжкового туризму
Проект був започаткований у 2003 році Ларрі Портцлайном, письменником і викладачем коледжу в Гаррісбурзі, штат Пенсільванія, який очолював «мандрівки книгарнями» в інші міста та визнав його потенціал як ніші для групових подорожей і маркетингового інструменту. Він пропагував цю концепцію за допомогою книги інструкцій і веб-сайту, і групи по всьому США незабаром почали пропонувати подібні екскурсії, як правило, на чартерному автобусі, і часто включали підписання книг, тури додому автора та історичні місця. Найвідомішим туристичним об'єктом книжкового туризму є Хей-он-Вай в Уельсі. У 2005-06 рр. дві регіональні асоціації книготорговців — Асоціація книготорговців Південної Каліфорнії та Асоціація незалежних книгопродавців Північної Каліфорнії — взялися за книжковий туризм, пропонуючи поїздки до незалежних книгарень у Лос-Анджелесі, Сан-Дієго та Сан-Франциско.
Ларрі Портцлайн подорожував країною, щоб просувати цю концепцію. У 2006 році він створив рекламне відео про групові «мандрівки книжковим магазином» у Грінвіч-Віллідж у Нью-Йорку та «пляжних містах» у районі Лос-Анджелеса та опублікував його на веб-сайті Bookstore Tourism.
У 2008 році Ларрі Портцлайн взяв перерву на рік, а на початку 2009 року знову почав рекламувати книжковий туризм, частково у відповідь на вплив фінансової кризи в США на незалежних книготорговців.
У 2007 році The New York Times стверджувала, що Pioneer Valley у Західному Массачусетсі є «найбільш насиченим авторами, книжковим та літературним місцем» у Сполучених Штатах .Зокрема, було окремо виділено три книгарні в регіоні: Amherst Books в Амгерсті, штат Массачусетс, Broadside Bookshop в Нортгемптоні, штат Массачусетс, і The Odyssey Bookshop в Саут-Хедлі, штат Массачусетс.
У 2008 році USA Today перерахувала дев’ять найкращих книжкових магазинів у Сполучених Штатах, як-от: Books & Books у Корал-Гейблс, Флорида; City Lights Books у Сан-Франциско; Elliott Bay Book Company в Сіетлі; Політика та проза у Вашингтоні, округ Колумбія; Powell's Books у Портленді, Орегон; Prairie Lights в Айова-Сіті, Айова; Пошарпана обкладинка в Денвері, Колорадо; Ця книжкова крамниця в Блайтвілі в Блайтвілі, штат Арканзас; і книжковий магазин Strand у Нью-Йорку.
Книжковий туризм заохочують такі організації, як  Massachusetts and Rhode Island Antiquarian Booksellers  (MARIAB). Заснована в 1976 році, станом на 2013 рік організація нараховує 125 бізнес-членів, рекламує книжкові магазини своїх членів за допомогою веб-сайту та безкоштовного щорічного довідника, а також спонсорує щорічний «Pioneer Valley Book & Ephemera Fair».